# ويليام بورتون
ويليام بورتون هو سياسي كندي، ولد في 25 يناير 1888، وتوفي في 16 أكتوبر 1944.